# Alcea fasciculiflora
Alcea fasciculiflora là một loài thực vật có hoa trong họ Cẩm quỳ. Loài này được Zohary mô tả khoa học đầu tiên năm 1963.